# Ústav výpočetní techniky Masarykovy univerzity
Ústav výpočetní techniky Masarykovy univerzity (ÚVT MU, anglicky Institute of Computer Science, Masaryk University) je samostatný vysokoškolský ústav Masarykovy univerzity s vlastním rozpočtem. Ústav se zabývá rozvojem informačních a komunikačních technologií a počítačových sítí celé univerzity. Vykonává výzkumnou a vývojovou činnost v oblasti IT se zaměřením na rozsáhlé distribuované systémy, healthware, digitální knihovny, e-learning a zpracování multimédií ve vysoké kvalitě.
Ústav jednotně spravuje a rozšiřuje vybavení počítačových učeben ve většině společných studentských prostorů a knihoven Masarykovy univerzity. Již v roce 2000 zřídil a spravuje také celouniverzitní počítačovou studovnu s nepřetržitým provozem v centru Brna. V roce 2009 podnítil vznik bezpečnostního týmu CSIRT-MU. V minulosti pravidelně vydával periodikum Zpravodaj ÚVT MU.
Ústav vznikl v roce 1979 a původně sídlil v prostorách Přírodovědecké fakulty Masarykovy univerzity na Kotlářské. V devadesátých letech byla jeho činnost úzce spjata se vznikem a rozvojem Fakulty informatiky Masarykovy univerzity, a proto po jejím přestěhování na Botanickou ulici v roce 1996, byl ústav přestěhován také na tuto adresu.
Současným ředitelem ústavu je od roku 2023 Mgr. Jan Mysliveček, Ph.D.

## Součásti ústavu
Mezi nejvýznamnější součásti ústavu patří jeho jednotlivé projekty a účast na dalším výzkumu a ve sdruženích, jenž se zabývají rozvojem pokročilé IT infrastruktury na úrovni České republiky a Evropské unie.

### Superpočítačové centrum Brno
Součástí ústavu bylo od roku 1994 Superpočítačové centrum Brno (SCB), které zde vzniklo a zabývalo se zpracováváním náročných výpočtů na superpočítačích. Během let své působnosti se technologie superpočítání změnily na používaní clusterů, které byly v prostředí České republiky budovány spíše standardními servery s procesory Intel nebo AMD.
V roce 1996 se stalo superpočítačové centrum také součástí MetaCentra, které působí jako virtuální organizace pro akademické účely a poskytuje ji výpočetní a úložnou kapacitu rozsáhlých počítačových systémů.
Od roku 1999, spíše obráceně, v nepříznivé situaci poskytování grantů pomáhalo tomuto centru v dalším rozvoji a inovacích sdružení CESNET, a to například pořízením prvních 16 uzlů clustrové infrastruktury na bázi tehdejších procesorů Pentium III.
Kolem roku 2000 začaly do popředí rozsáhlé počítačové infrastruktury vystupovat gridy, proto ústav a jeho superpočítačové centrum spolupracovalo na sérii mezinárodních projektů jako:
- DataGrid Project evropské unie a švýcarského CERNu,
- projektů EGEE I–III,
- EUAsiaGrid,
- projekty EMI na vývoj middleware,
- EGI InSPIRE pro provoz a rozvoj celoevropského gridu,
  - později EGI Design Study, jehož koordinátorem bylo sdružení CESNET a hlavním řešitelem byl pracovník ústavu Luděk Matyska,
- CHAIN jako celosvětová kooperace na vytvoření gridové infrastruktury.

Superpočítačové centrum bylo v poslední době zapojeno do evropských projektů GridLab a zejména sítě excelence CoreGRID.
Od roku 2014 je Superpočítačové centrum Brno nahrazeno nově zprovozněným CERIT-SC.

### CERIT-SC
Původně vlastní vědecká a výzkumná činnost ústavu výpočetní techniky Superpočítačové centrum Brno se přetavila do organizace CERIT-SC. Jde o součást Centrum vzdělávání, výzkumu a inovací pro ICT (CERIT) jako specializovanou složku, po anglicky scientific cloud (SC). Vznik této části centra byl financován v roce 2011 schválením žádosti z operačního programu Výzkum a vývoj pro inovace ve výši 130 mil. korun, které byly většinou proinvestovány do stavby a vybavení a úzce souvisejí s vybudováním nové budovy Fakulty informatiky Masarykovy univerzity.
Prorektor MU pro informační technologie Josef Janyška v roce 2014 prezentoval CERIT-SC jako navazující aktivitu k již existujícím univerzitním vědeckým centrům CEITEC a CETOCOEN.
Centrum CERIT-SC sídlí na Botanické ulici v Brně. Centrum poskytuje více než 4800 procesorových jader a cca 4 PB úložného prostoru.
Centrum CERIT-SC je součástí národní e-infrastruktury, kterou představuje složitý systém vzájemně propojených síťových, výpočetních a úložných kapacit a souvisejících služeb pro výzkumnou komunitu České republiky. Centrum je v této roli explicitně jmenováno ve vládou schválené Cestovní mapě velkých infrastruktur pro výzkum, vývoj a inovace.[zdroj?] Svým zaměřením a nabídkou služeb doplňuje CERIT-SC další dvě složky národní e-infrastruktury – sdružení CESNET a superpočítačové centrum IT4Innovations. Centrum se stane největším uzlem národní gridové infrastruktury, poskytující gridovou a cloud infrastrukturu.

### CSIRT-MU
CSIRT-MU je bezpečnostní tým Masarykovy univerzity, spadá pod Ústav výpočetní techniky a je tvořen třemi skupinami: skupinou reakce na incidenty, skupinou proaktivní bezpečnosti a skupinou bezpečnosti digitálních identit. Tým vznikl v roce 2009 a téměř okamžitě byl zapsán u Trusted Introducer, což je organizace která sdružuje evropské národní, akademické i komerční počítačové bezpečnostní týmy. V roce 2011 byl touto organizací akreditován a 5. prosince 2016 získal CSIRT-MU jako vůbec první český tým také certifikaci od této organizace.
Mezi činnosti CSIRT-MU patří ochrana univerzitní počítačové sítě Masarykovy univerzity, vzdělávání, výzkum a vývoj. Kromě těchto aktivit je v rámci CSIRT-MU realizována celá řada kyberbezpečnostních projektů. Například svého druhu jediné kyberbezpečnostní cvičení Cyber Czech nebo ministrem vnitra oceněný projekt Kybernetický polygon.
Misí CSIRT-MU je přispívat ke zvyšování úrovně kyberbezpečnosti v České republice i ve světě.

### Celouniverzitní počítačová studovna

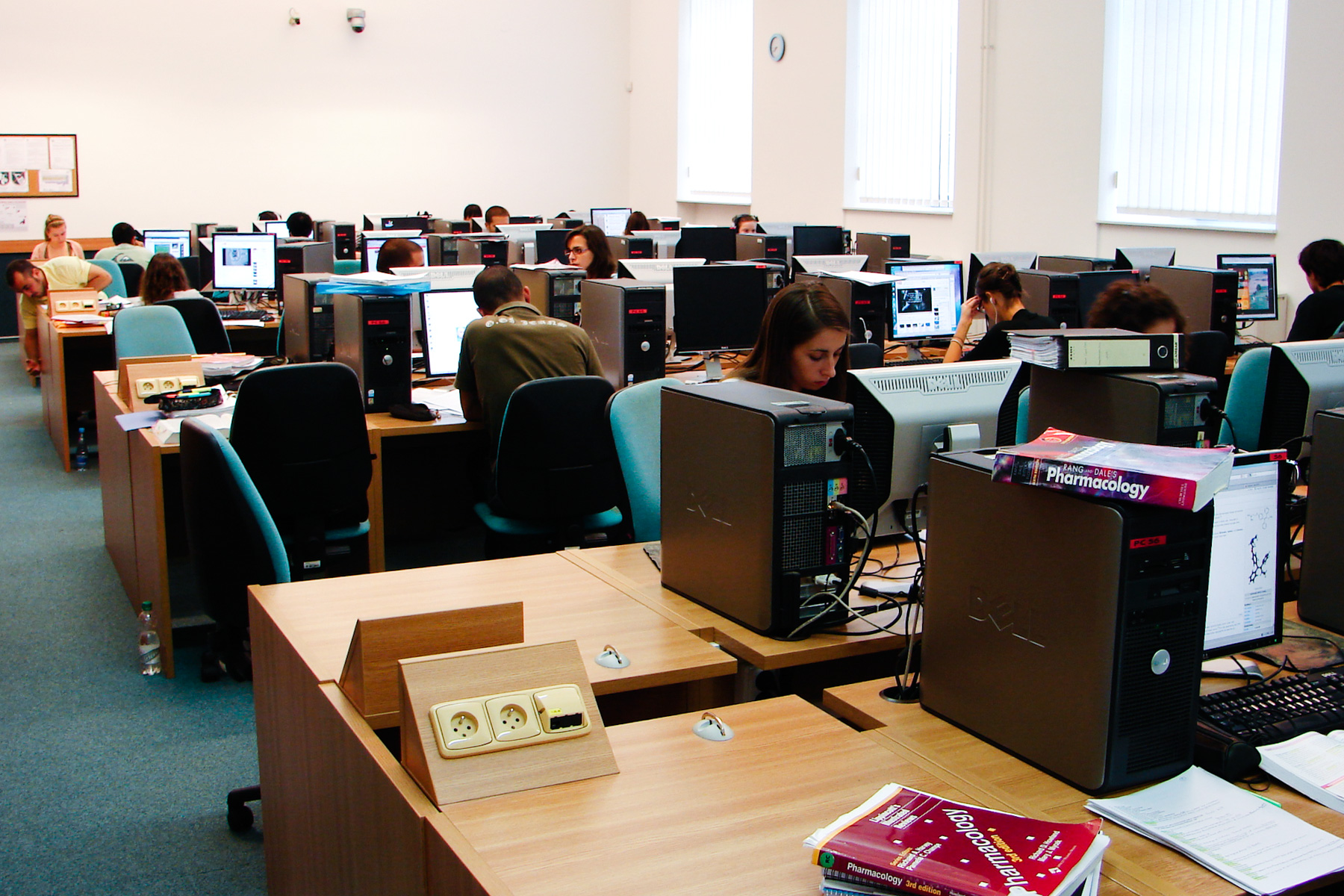
Jedna ze čtyř místností CPS (2009)

Ústav výpočetní techniky v roce 2000 zřídil a provozuje také celouniverzitní počítačovou studovnu (CPS) jakožto počítačovou pracovnu s nepřetržitým provozem pro studijní potřeby studentů a pracovníků Masarykovy univerzity.
Studovna se nachází v centru města na Komenského náměstí.
Poskytuje nepřetržitý přístup k výpočetní technice, tisku, kopírování a samoobslužného vázaní dokumentů. Stálá dohledová služba poskytuje také rady k software, který je profesionální a pořízen pro potřeby studentů – produkty Adobe, projekční Autodesk, SAS System, Statistica, právnické ASPI, matematické a grafové Maple, Matlab...

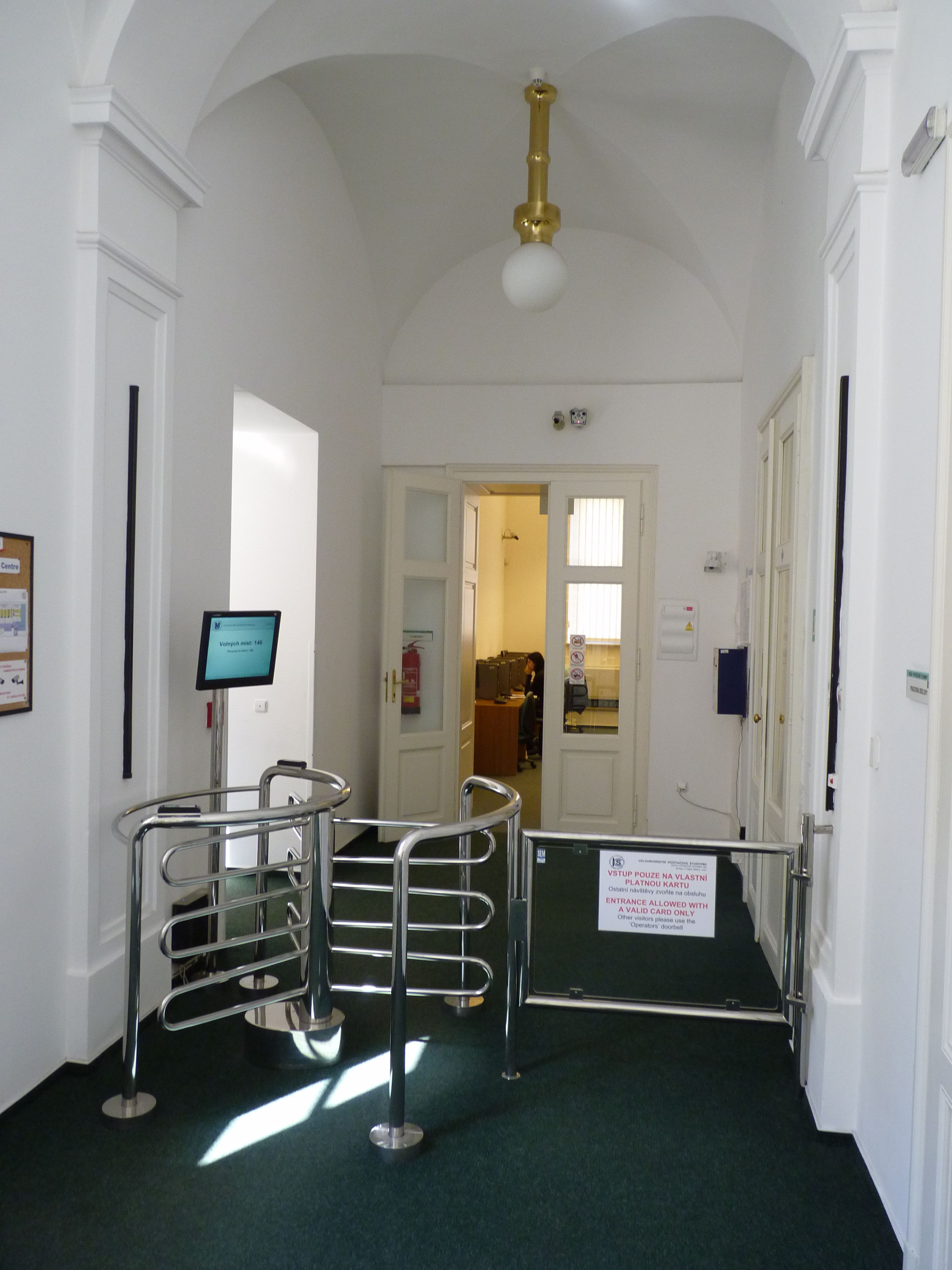
Vstupní turniket (2006)

Vstup do prostor studovny prošel v průběhu let zvýšením zabezpečení, protože docházelo k odcizování výpočetní techniky, a to i přes okna do ulice. Vstupní turniket požaduje kartu studenta univerzity typu ISIC nebo průkaz zaměstnance MU.
V roce 2006 prošla studovna rekonstrukcí za 9 mil. korun, byly pořízeny nové počítače a výrazným zabezpečením prošel vstupní turniket, aby jeho funkce odpovídaly nepřetržitému provozu učebny. Přibyla pracoviště pro notebooky a zlepšilo se pokrytí bezdrátovou sítí. V této době CPS obsloužila přes 16 tisíc studentů, kteří vykonali celkem 389 tisíc návštěv a vytiskli 670 tisíc stran papíru.
Celouniverzitní systém pro placení, tzv. SUPO (systém úhrad pohledávek osob), má ve studovně svůj „bankovník“ na vkládání bankovek. Studovna je pokryta bezdrátovým připojením systému Eduroam. Studovna někdy slouží k výuce mimořádných seminářů, pro projektové setkání, ale provoz pro studenty nebývá nijak omezen ani přerušen. Odstávka nepřetržitého provozu je za poslední roky jen dva týdny během letních prázdnin.

## Osobnosti

### Ředitelé ústavu
Ústav je řízen ředitelem. Tuto funkci v historii vykonávali:
1. Jiří Hořejš (1979–1983)
2. Václav Račanský (1983–2012)
  - Miroslav Bartošek (2012–2013) (pověřen výkonem funkce)
3. Luděk Matyska (2013–2022)
4. Jan Mysliveček (2023–doposud)

## Zpravodaj ÚVT MU
Ústav výpočetní techniky vydával pravidelně od roku 1991 tištěné a elektronické periodikum pod názvem Zpravodaj ÚVT MU, jako neprodejný informační bulletin pro zájemce o výpočetní techniku na Masarykově univerzitě. Zaměstnanci univerzity publikovali a komentovali nové technologie zejména v akademickém prostředí.
Poslední 5. číslo, XXI. ročníku zpravodaje vyšlo v červnu 2011. Poslední redakční radu tvořili Miroslav Bartošek, Jana Kohoutková a Luděk Matyska.